# Marconi Perillo
Marconi Ferreira Perillo Júnior, GOMM; (Palmeiras de Goiás, 7 de março de 1963) é um político brasileiro, filiado ao PSDB. Ex-governador do Estado de Goiás, exerceu o cargo em quatro mandatos (1999 a 2002, 2003 a 2006, 2011 a 2014, e de 2015 a 2018). É o atual presidente nacional do PSDB.

## Biografia
Marconi Ferreira Perillo Júnior nasceu em Goiânia em 7 de março de 1963, mas viveu sua infância em Palmeiras de Goiás, terra de seus pais, o comerciante Marconi Ferreira Perillo e a dona de casa Maria Pires Perillo. Primogênito, tem outros três irmãos: Antônio, Vânia e Tatiana. Conheceu Valéria Jaime Peixoto em 1989, então servidora do legislativo goiano, com quem se casou e teve duas filhas, Isabela e Ana Luísa.

### Formação educacional
Cursou o ensino fundamental no Colégio Estadual de Palmeiras de Goiás (1970–1978). Aos 14 anos, começou a trabalhar como auxiliar no serviço burocrático do Cartório do 2º Ofício de Notas em Palmeiras, porém, antes de completar 15 anos, retorna para Goiânia, mudando-se para a casa dos tios Jorge e Maria Conceição. Em Goiânia, cursou o segundo grau (atual ensino médio) no Colégio Pré-Médico (1978–1980).
Na década de 80, ingressou em três cursos universitários, porém não os concluiu:
- 1980, Ciências Sociais, na Universidade Federal de Goiás;
- 1982, Engenharia Industrial Mecânica, na Universidade Brás Cubas (Mogi das Cruzes);
- 1985, Direito na Universidade Católica de Goiás.

Em 2007, ingressou novamente na faculdade, através da criação indevida de uma turma exclusiva de direito para Perillo e sua esposa pela Faculdade Alves Faria (Alfa). Em 2007, o Ministério Público Federal em Goiás (MPF) ajuizou ação civil pública, com pedido de liminar em desfavor da Faculdade Alves Faria (Alfa), Marconi Perillo (então senador da República), Valéria Perillo e União Federal, por concessão de tratamento privilegiado a agente político. De acordo com a procuradora da república Mariane Guimarães de Mello Oliveira, a Faculdade Alfa, sob a justificativa de atender necessidades especiais de Marconi Perillo, teria montado uma turma especial no curso de direito com apenas dois alunos: o senador e sua esposa Valéria Perillo.
A ação tramita na Justiça Federal de Goiás desde 2007. Em 2009, fez o Exame Nacional de Desempenho de Estudantes (Enade), em que o curso de direito da Alfa avaliado foi com nota 2 (escala de 1 a 5).

## Carreira política
Marconi Perillo começou sua carreira política no Partido do Movimento Democrático Brasileiro (PMDB). Em duas oportunidades, presidiu o PMDB Jovem  (1985–1987 e 1987–1989), período em que atuou também como membro do diretório estadual. Foi assessor pessoal do governador Henrique Santillo entre 1987 e 1991 e deputado estadual entre 1991 e 1995.
Em 1992, Perillo e Santillo, juntamente com outras lideranças do PMDB, filiam-se ao Partido Social Trabalhista (PST), permanecendo na legenda até 1993, quando a direção nacional, juntamente com a direção nacional do Partido Trabalhista Renovador (PTR), formalizam a fusão das legendas, criando o Partido Progressista (PP).
Em 1994, Perillo é eleito deputado federal pelo PP, sendo o sexto mais votado.

### Governador de Goiás
Em 1998, Perillo foi eleito governador de Goiás pelo Partido da Social Democracia Brasileira (PSDB) com apenas 35 anos de idade, tornando-se o mais jovem governador do Brasil. Nessas eleições, as pesquisas indicavam um grande favoritismo do ex-governador e então senador Iris Rezende, ex-colega de legenda de Perillo e a principal liderança política do estado à época. Com o mote de um "tempo novo" para a política e o governo do estado, Perillo inesperadamente derrotou Rezende no segundo turno e assumiu o governo de Goiás.
Marconi Perillo foi investigado pela suspeita de ter recebido 2 milhões de reais de propina na época em que foi governador do estado de Goiás entre 1999 a 2006. A partir de interceptações telefônicas, em que um grupo de empresários do ramo de proteína animal negociava pagamento de propina para o então governador. Três meses depois dessas ligações, o então governador aprovou desconto fiscal de 7% para as empresas, um de vários incentivos fiscais a diversos setores produtivos.
Em 2002, Jorge Kajuru (PFL), ex-proprietário da Rádio K, publicou um livro chamado Dossiê K , em que tece denúncias de corrupção sobre o Marconi Perillo. A trajetória narrada compreende o período entre janeiro de 1998 e setembro de 2002. O livro foi apreendido pela justiça de Goiás, antes do final das eleições de 2002. Além disso, a Rádio K também denunciou que a primeira-dama de Goiás, Valéria Perillo, estaria recebendo R$ 3.500 mensais a título de gratificação. Primeiras-damas não são remuneradas. No mesmo escândalo, acusou a primeira dama de imprimir "fotos oficiais" de si própria e envia-las para cada um dos 251 municípios de Goiás. Acompanhava as fotos a orientação para que fossem afixadas no gabinete do prefeito, na presidência da Câmara Municipal e na sala da primeira-dama de cada cidade. Após a denúncia, o governador Marconi Perillo determinou que as fotos fossem recolhidas.

#### Segundo mandato como governador
Nas eleições de 2002, Perillo foi eleito no primeiro turno com 51,21% dos votos. Em 2003, Marconi foi admitido pelo presidente Luiz Inácio Lula da Silva à Ordem do Mérito Militar no grau de Grande-Oficial especial.

### Primeira eleição para o Senado Federal

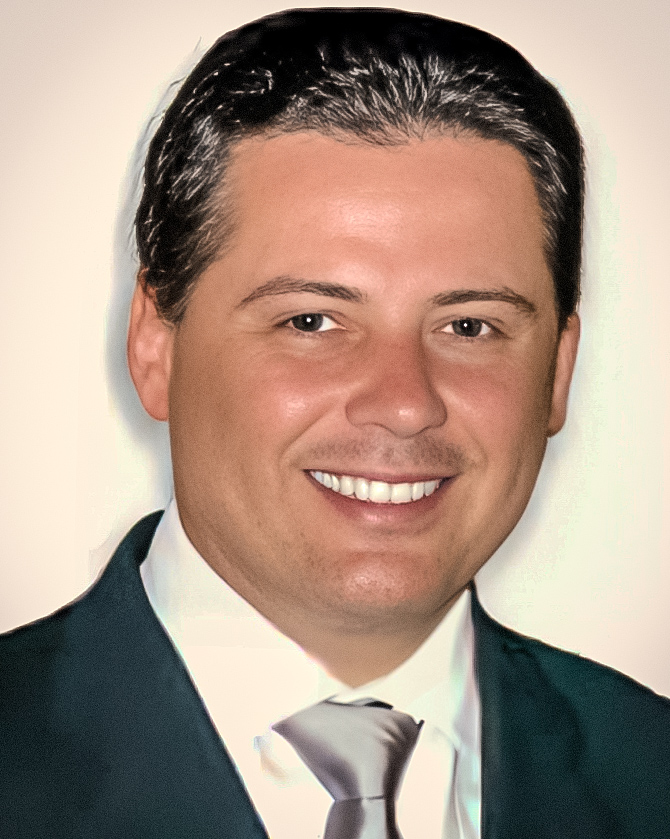
Foto oficial do senador Marconi Perillo.

Em 2006 não conclui seu mandato, desincompatibilizando-se em 31 de março para concorrer ao Senado Federal. Foi eleito com 75% dos votos e ainda contribuiu para a eleição de seu sucessor, seu vice-governador Alcides Rodrigues ao governo do estado. Ele tentou fundar o PROS que viria a ser um novo partido da base governista, sem sucesso. Ele apoiou privatizações em seu Estado e intensificou repressão a movimentos populares.
O Tribunal Superior Eleitoral (TSE) manteve, em 2008, a condenação de Marconi Perillo ao pagamento de uma multa de R$ 53 205,00 por propaganda antecipada no pleito de 2006, veiculada na forma de propaganda institucional do governo de Goiás. A propaganda institucional foi publicada nos jornais O Popular e Diário da Manhã e, segundo o Ministério Público, terminou por fortalecer a pré-candidatura de Perillo a senador por Goiás.

### Terceiro  e quarto mandato como governador

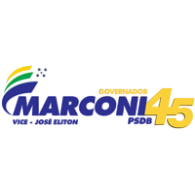
Logo de Marconi Perillo ao governo de Goiás em 2010.

Em 3 de outubro de 2010 recebeu 1 400 227 (46,33% dos votos válidos), habilitando-se a disputar um segundo turno com Iris Rezende do PMDB no dia 31 de outubro do mesmo ano, quando elegeu-se governador de Goiás pela terceira vez, recebendo 1 551 132 votos (52,99% dos votos válidos).
A chefe de gabinete de Marconi Perillo, Eliane Gonçalves Pinheiro, pediu demissão após ter tido conversas telefônicas dela com Carlinhos Cachoeira interceptadas, nas quais, é avisada pelo bicheiro sobre uma ação da Polícia Federal que seria desencadeada em 13 de maio de 2011 e que tinha como objetivo combater um esquema de fraudes contra a Receita Federal em diversos estados, incluindo Goiás. A própria Eliane confirmou que mantém "vínculos de amizade" que considera "exclusivamente pessoais com pessoas indiciadas" na Operação Monte Carlo. Os dados, passados a Eliane por Cachoeira, diziam respeito a alvos da Operação Apate, que investigou, em 2012, supostas fraudes tributárias em prefeituras do interior de Goiás. Antes do pedido de exoneração, Perillo chegou a defender a sua chefe de gabinete. O patrimônio de Eliane se multiplicou por sete no primeiro ano da gestão de Marconi. Também é acusado de nepotismo cruzado em favor do bicheiro Carlinhos Cachoeira, dentro da Secretaria de Indústria de Comércio, onde trabalhariam seis parentes de Cachoeira e do ex-presidente da Câmara Municipal de Goiânia, Wladimir Garcez, apontado pela PF como arrecadador de campanha de Perillo. O próprio Marconi Perillo admitiu conhecer o bicheiro Cachoeira e ter se encontrado com ele por três vezes  em "reuniões festivas", uma delas na casa do senador Demóstenes Torres (DEM-GO). Em entrevista à TV Anhanguera (afiliada da Rede Globo), Marconi atacou toda a imprensa do Rio de Janeiro e, ao ser questionado se havia vendido uma casa para o bicheiro, respondeu:
| “ | Eu tenho a informação de que um famoso bicheiro no Rio de Janeiro foi preso na casa de um dirigente de uma grande empresa de televisão do Brasil. Será que quem vendeu a casa tem culpa disso? | ” |

Relatório da PF (obtido pela Revista Época) concluiu que, logo após assumir o governo de Goiás, em 2011, Perillo e a Delta firmaram um compromisso, intermediado por Cachoeira: a Delta receberia em dia o que era devido pelo governo goiano, desde que a construtora pagasse Perillo. O jornalista Luiz Carlos Bordoni foi condenado pela Justiça a pagar R$ 200 mil a Marconi Perillo por danos morais. Ele acusou, sem provas, o governador de ter pago seus honorários através de empresa ligada a Carlinhos Cachoeira. Na sentença, o juiz afirma que o jornalista causou “lesão seríssima” a Marconi ao não provar as acusações.
Logo no início da divulgação do escândalo, a revista CartaCapital publicou reportagem acusando Marconi de envolvimento no escândalo Carlinhos Cachoeira (bicheiro), porém a revista começou a desaparecer das bancas de Goiânia. Segundo muitos leitores, ao tentar adquirir o semanário, a resposta era sempre de que a publicação estava esgotada. Houve inúmeros relatos de venda de um grande número de revistas a poucos indivíduos, dentre eles, o do deputado federal Luiz Eduardo Greenhalgh.

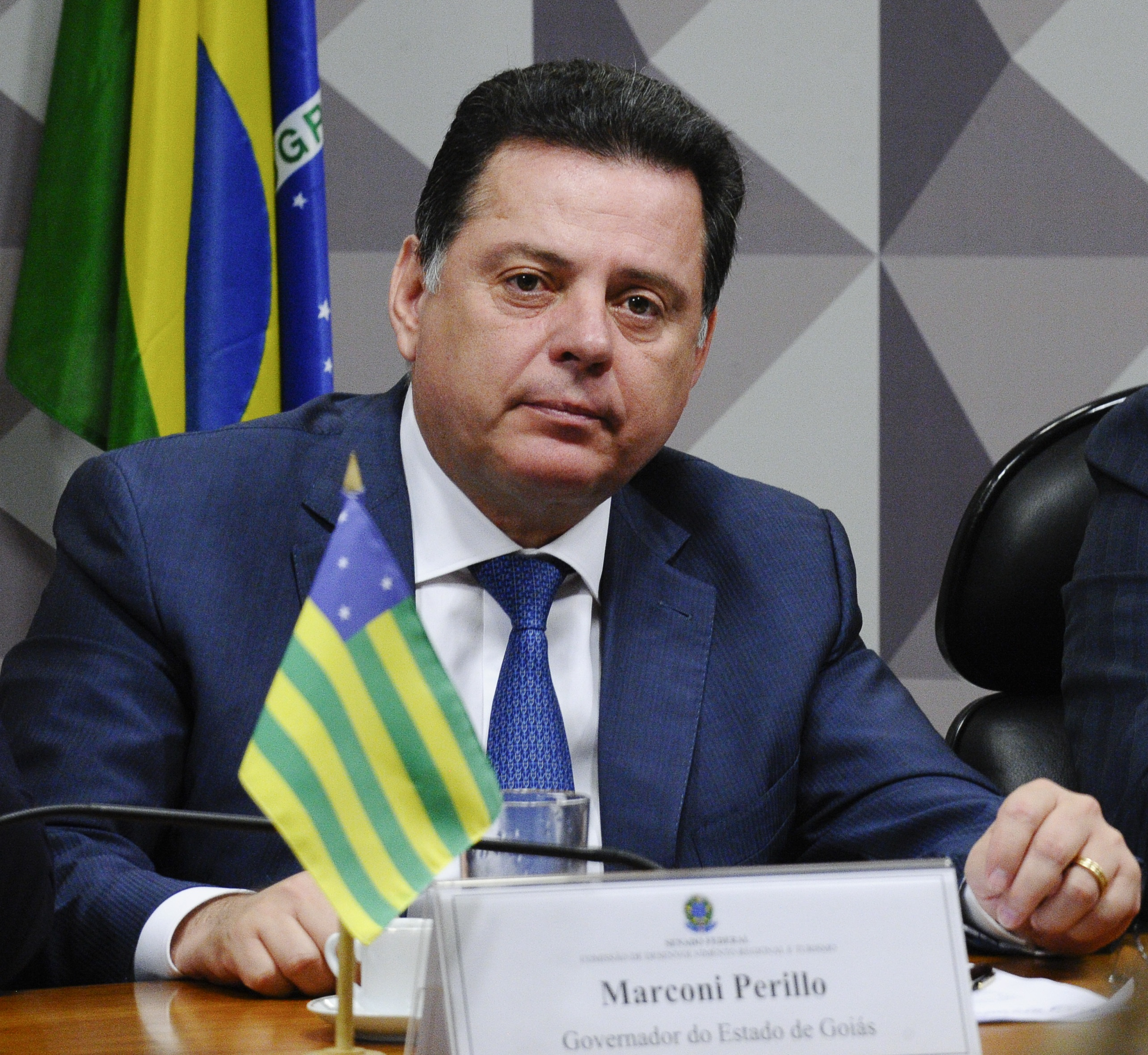
Governador Marconi Perillo em 2015.

.Se reelegeu nas eleições estaduais em Goiás em 2014, no segundo turno, com 57,44% dos votos válidos. Em 7 de abril de 2018, renunciou ao mandato, para cumprir o período legal de desincompatibilização para concorrer ao Senado Federal. Recebeu apenas 7,55% dos votos válidos, ficando em quinto lugar na disputa.
Em 10 de outubro de 2018, o ex-governador, foi preso preventivamente na operação Cash Delivery por ser acusado de receber R$ 12 milhões em propina da empreiteira Odebrecht (atual Novonor). A defesa entrou, no mesmo dia, com recurso junto ao TRF-1, que concedeu um habeas corpus e ordenou imediata soltura do ex-governador.

#### Declaração de patrimônio à Justiça Eleitoral
Em 2010, Marconi Perillo declarou à Justiça Eleitoral possuir 1,6 milhão de reais distribuídos em 13 bens:
- oito imóveis (R$ 1,2 milhão);
- linha telefônica (R$ 135 mil);
- ações da Empresa Goiás Alimentação (R$ 50 mil);
- dois carros (R$ 165 mil).

Em 2012, o Jornal O Globo contestou a declaração de bens prestada à Justiça Eleitoral, denunciando que, em pesquisa a cartórios de Goiás, teria encontrado pelo menos cinco imóveis que não constavam das declarações entregues.

### Ação contra a Wikipédia, Twitter e Facebook

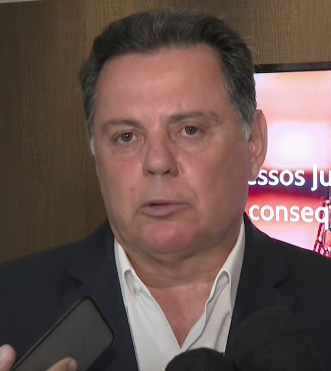
Marconi Perillo em 2023.

O ex-governador Marconi Perillo, que move ao menos 30 ações judiciais contra políticos, jornalistas, blogueiros e tuiteiros, interpelou as redes sociais Twitter e Facebook e o site de conteúdo colaborativo Wikipédia em 2013.  As ações, segundo argumenta seu advogado, visam “a correção de informações sobre sua biografia”, no caso da Wikipédia e a identificação de perfis nas redes sociais que fariam “ataques a Perillo”.
Sobre as redes sociais, o governador fez interpelação para que os sites forneçam a identidade dos autores de perfis que fazem ataques a ele. O advogado de Marconi, João Paulo Brzezinski, diz que a intenção é acionar judicialmente os responsáveis. Questionado sobre as dificuldades de identificar os autores de perfis, o advogado disse que cabe à equipe primeiramente solicitar aos sites as informações, e que, após as respostas, vai avaliar o próximo passo." Os processos fazem parte de uma campanha mais ampla do governador contra a imprensa.

### Terceira campanha ao Senado

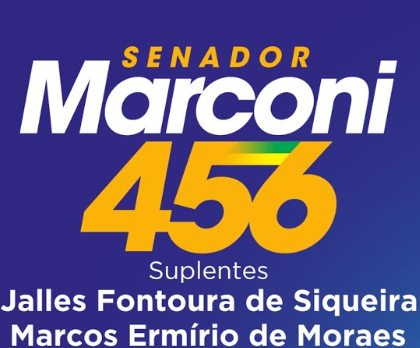
Logo da campanha de Marconi Perillo ao Senado Federal em 2022.

Em 2022, nas eleições estaduais para o Senado Federal, Marconi foi candidato pelo PSDB novamente, porém, novamente foi derrotado, dessa vez em 2.º lugar para o ex-senador Wilder Morais. Perillo obteve um total de 626.662 votos válidos.

### Presidente Nacional do PSDB
Em 30 de novembro de 2023, Marconi Perillo elegeu-se como o 16.º presidente nacional do Partido da Social Democracia Brasileira, em sua 16.ª convenção nacional. Ele deveria disputar contra José Aníbal, porém este retirou seu nome da candidatura.
Em 5 de fevereiro de 2025, a operação Panaceia da Polícia Federal do Brasil sequestrou mais de 28 milhões de reais de suspeitos de desviar recursos da Saúde do Estado de Goiás durante os anos de 2012 a 2018. Marconi Perillo disse ser inocente.